# Pune
Pune, anterior Poona,  este un oraș în Maharashtra, India. Populație 3 755 525 locuitori (2001) în zona metroplitană.

## Descriere geografică-istorică[1]
Este situat în vestul Indiei și împreună cu Mumbai domină vestul acestei țări.
Numit "Regina Deccanului", este capitala culturală a populațiilor Maratha. S-a dezvoltat inițial drept capitală a regiunii Bhosle Marathas în secolul XVII.
Cucerit temporar de moguli, a devenit din nou capitala regiunii Maratha din 1714 până în 1817, când a fost cucerit de englezi. A servit drept capitală sezonieră a președinției din Bombay. Datorită climei blânde a devenit o stațiune turistică populară. Este un important centru educațional-științific și centrul comandamentului armatei de sud a Indiei. Spre exemplu, aici se află Centrul interuniversitar de astronomie și astrofizică din India . Este înconjurat de un vast complex de suburbii industriale.